# Swedish Workplace HIV/AIDS Programme
Swedish Workplace HIV/AIDS Programme (SWHAP) är ett program initierat av Näringslivets Internationella Råd (NIR) och Industrifacket Metall (IF Metall) för att stödja och bidra till att arbetsplatsprogram kring hiv och aids etableras på svensk-relaterade arbetsplatser i Afrika söder om Sahara. Idag återfinns programmet på arbetsplatser i Botswana, Kenya, Namibia, Nigeria, Rwanda, Sydafrika, Tanzania, Uganda, Zimbabwe och Zambia. Under 2014 stöttade SWHAP nära 360 arbetsplatser och nådde därigenom 35 000 arbetstagare. Siffran blir betydligt högre om man även räknar in familjemedlemmar, informationsspridning och aktiviteter i det omkringliggande samhället. SWHAP:s sekretariat ligger hos Näringslivets Internationella Råd i Stockholm men programmet har även nationella koordinatorer och programassistenter på plats i flera av länderna i Afrika. Projektet delfinansieras av  Styrelsen för Internationellt utvecklingssamarbete, Sida.

## Arbetsplatsen: en arena för hiv/aidsprogram
Majoriteten av dem som smittas med hiv är personer mellan 15 och 49 år. Att hiv och aids är en viktig fråga att arbeta med på arbetsplatsen i länder som är drabbade av epidemin tydliggörs av att följderna av hiv och aids påverkar arbetstagare och deras familjer, företagen och samhället runt omkring. Därför är arbetsplatsen en av många arenor för att arbeta med prevention, orsaker och följder av hiv och aids. Arbetsplatsprogrammen kan stödja informationsspridning, frivilliga hivtester, ökad tillgång till vård och medicinering för hivpositiva och förespråkar alltid icke-diskriminering på arbetsplatserna. På global nivå har International Labour Organization (ILO) skapat Code of Practice on HIV/AIDS and the World of Work, ett dokument som innehåller en praktisk vägledning för hiv- och aidsprogram på företags-, lokal- och nationell nivå. SWHAP är ett av flera program för att initiera och stärka hiv och aidsprogram på arbetsplatser.  Framför allt i Afrika söder om Sahara, men även i andra länder, har arbetsgivarorganisationer, fackföreningar, företagskoalitioner som är specialiserade på hiv/aids och NGO:s i allt högre utsträckning påbörjat arbetet med arbetsplatsprogram.

## Programmets syften
SWHAP:s tre övergripande syften är att: 
- Initiera och förbättra arbetsplatsprogram på ett ökat antal företag
- Sprida erfarenheterna från SWHAP:s arbetsplatsprogram och nätverk så att de kan användas av fler aktörer
- Påverka aktörer på den globala arenan för hiv och aidsprogram genom att SWHAP delar med sig av erfarenheter och information i olika kontexter

Mer specifika mål inkluderar att företagsledning och anställda på svenskrelaterade arbetsplatser i södra Afrika stimuleras att arbeta tillsammans i kampen mot hiv och aids, att redan existerande arbetsplatsprogram ska stödjas med resurser för att utveckla långsiktiga och hållbara program, samt att individuella företag ska stimuleras för att utveckla liknande hiv- och aidsaktiviteter. Programmet syftar också till att skapa ett effektivt nätverk mellan deltagande arbetsplatser, liksom att sprida information om hiv och aids till en utomstående publik.